# Chicagoer Arbeiter-Zeitung
Chicagoer Arbeiter-Zeitung – anarchistyczne czasopismo wydawane po niemiecku w USA, w Chicago, dla niemieckich imigrantów, pracujących w amerykańskich fabrykach. Ukazywało się od około 1877 do około 1931 roku. Czasopismo stało się znane w czasie procesu anarchistów oskarżonych o zamach Haymarket Riot, gdyż sądzeni anarchiści byli związani z redakcją pisma.